# Rhiannon (canción)
«Rhiannon» es una canción de la banda británica de rock Fleetwood Mac, perteneciente al disco homónimo de 1975. Fue escrita por Stevie Nicks y se publicó como sencillo en febrero de 1976 para los Estados Unidos y en abril del mismo año en el Reino Unido, ambos por Reprise Records. Cabe mencionar que en ciertos mercados europeos fue titulado como «Rhiannon (Will You Ever Win)», al momento de ser lanzado como sencillo.
Obtuvo el puesto 11 en la lista estadounidense Billboard Hot 100 en el mismo año. Mientras que en el Reino Unido no entró en las listas de popularidad hasta 1978, cuando se remasterizó y se relanzó solo para ese país, alcanzando la posición 46.
Tras su lanzamiento ha sido versionado por otros artistas para sus respectivos discos o en conciertos en vivo, como Taylor Swift, Redd Kross, Waylon Jennings, Buckethead y Best Coast, entre otros. Además también ha sido incluido en otros medios como el videojuego Rock Band 3 y en la serie American Horror Story: Coven, por mencionar algunos. Por otro lado, la revista Rolling Stone la colocó en el puesto 488 en su lista de las 500 mejores canciones de todos los tiempos.

## Antecedentes
Nicks descubrió el término Rhiannon a través de la novela Triad de la escritora Mary Leader, tres meses antes de unirse a Fleetwood Mac y en tan solo diez minutos la escribió. Al tiempo después supo que Rhiannon era una diosa de la mitología de Gales, y que luego de leer su mito se dio cuenta de que calzaba con el personaje de Triad. Por otro lado, Nicks tuvo que dejar de usar por dos años la vestimenta negra que generalmente usaba en los conciertos, ya que la letra de la canción y dicha ropa le dio a los fanáticos y a la prensa, la impresión de que ella practicaba la magia negra. A pesar del malentendido, es habitual que antes de tocar el tema la presente diciendo «la canción de la bruja de Gales». Gracias a ello, la canción elevó a Nicks como una de las grandes voces femeninas dentro del rock y la posicionó como un símbolo sexual.

## Músicos
- Stevie Nicks: voz
- Lindsey Buckingham: guitarra y coros
- Christine McVie: teclados y coros
- John McVie: bajo
- Mick Fleetwood: batería